# Zonenkatalog
Ein Zonenkatalog ist ein methodisches System der astronomischen Vermessung, bei dem der Himmel systematisch in Deklinationszonen unterteilt und durch internationale Kooperation verschiedener Sternwarten erfasst wird. Diese spezielle Form der Himmelskartierung basiert auf dem Grundprinzip, dass jede Sternwarte aufgrund ihrer geografischen Lage nur bestimmte Himmelsbereiche mit optimaler Präzision beobachten kann. Die Methodik der Zonenkatalogisierung entwickelte sich als fundamentale astrometrische Technik, die von Caroline Herschels erstem Nebel- und Sternhaufenkatalog bis zu den großen internationalen Himmelsdurchmusterungen des 19. und 20. Jahrhunderts reichte und entscheidend zur Entwicklung der modernen Positionsastronomie beitrug.

## Definition und Grundkonzept
Ein Zonenkatalog ist ein astronomischer Sternkatalog, der systematisch auf die Himmelsstreifen begrenzter Deklination – sogenannte Beobachtungs- oder Zonenränder – fokussiert und entweder ausschließlich diese Abschnitte erfasst oder aus separaten, jeweils in sich vollständigen Zonenlisten zu einem Gesamtverzeichnis zusammengefügt wird. Das Grundprinzip beruht darauf, dass jede Sternwarte infolge ihrer geographischen Breite nur jene Objekte besonders günstig messen kann, die bei ihrer Kulmination ausreichend hoch über dem Horizont stehen; daher werden präzise Positionsangaben für einen vollständigen Himmelskatalog dezentral in sich überlappenden Deklinationszonen gewonnen und anschließend durch gemeinsame Vergleichs- oder Fundamentalsterne über die Zonenränder hinweg in ein einheitliches Koordinatensystem transformiert. Astrometrische Vermessungen solcher Zonen erfolgen bevorzugt mit Meridiangeräten oder modernen CCD-Transit-Teleskopen, die den Himmel in schmalen, konstanten Deklinationsstreifen abscannen und so eine homogene Datendichte entlang des kleinen Kreises erzeugen. In groß angelegten Projekten werden die erfassten Objekte innerhalb jeder Zone weiter nach Rektaszension sortiert; in neueren Katalogen wie PPM-Extended ist der gesamte Datensatz dafür standardisiert in fest definierte Deklinationsbänder von beispielsweise 7,5° Breite gegliedert. Somit stellt der Zonenkatalog ein strukturiertes Fundament für hochgenaue Positions- und Bewegungsbestimmungen dar, indem er Himmelsobjekte zonenweise erfasst und über überlappende Referenzsterne zu einem kohärenten stellar-geodätischen Netz verknüpft.

## Historische Entwicklung
Der erste Zonenkatalog in der Geschichte der Astronomie wurde von Caroline Herschel erstellt und umfasste die Sternhaufen- und Nebel-Beobachtungen ihres Bruders Wilhelm Herschel. Nach Wilhelm Herschels Tod 1822 kehrte Caroline in ihre Geburtsstadt Hannover zurück und ordnete dort den gesamten wissenschaftlichen Nachlass ihres Bruders. Sie kategorisierte die Aufzeichnungen der gemeinsamen Beobachtungen im Hinblick auf Rektaszension und Zenitdistanz und erstellte den sogenannten „Zonenkatalog“ mit reduzierten Beobachtungen der von ihrem Bruder entdeckten Sternhaufen und Nebel. Dieser Zone Catalogue of all the nebulae and clusters of Stars observed by her brother blieb unveröffentlicht, brachte Caroline Herschel jedoch 1828 die goldene Medaille der Royal Astronomical Society ein.
Dem ersten Zonenkatalog folgten Einzelarbeiten verschiedener Astronomen wie Friedrich Wilhelm Bessel und Friedrich Georg Wilhelm Struve. Bessel, der ab 1810 als Professor für Astronomie an der Universität Königsberg tätig war, entwickelte grundlegende Beobachtungstechniken für die Positionsastronomie und schlug 1820 der Berliner Akademie der Wissenschaften eine Sterndurchmusterung des nördlichen Himmels vor. In einem jahrelangen Durchmusterungsprogramm sammelte er Positionsdaten von 75.000 Sternen, wodurch er die Grundlagen für systematische Zonenkataloge schuf.
Dies stellte eine bedeutende Grundlage für die Bonner Durchmusterung dar, die Friedrich Wilhelm August Argelander zwischen 1852 und 1859 mit seinen Assistenten Eduard Schönfeld und Adalbert Krueger durchführte. Diese systematische Durchmusterung erfasste 324.198 Sterne im Deklinationsbereich zwischen 90° und −2° bis zur Größe 9,5. Das Verfahren erfolgte durch Zonenmessungen, bei denen das Teleskop entlang der mittleren Deklination jeder Zone driftete und die Positionen und Helligkeiten der das Transitfeld kreuzenden Sterne aufgezeichnet wurden. Eduard Schönfeld erweiterte die Bonner Durchmusterung zwischen 1875 und 1881 um den südlichen Teil der von Bonn aus sichtbaren Sterne und erfasste zusätzlich 133.659 Sterne im Deklinationsbereich zwischen −2° und −22°.
Um 1867 initiierte die Astronomische Gesellschaft unter der Leitung von Friedrich Wilhelm Argelander den nach ihr benannten Astronomische Gesellschaft Katalog (AGK). Die Arbeit wurde ab 1868 als internationales Kooperationsprojekt verschiedener Sternwarten in einem „Zonenunternehmen der Astronomischen Gesellschaft“ durchgeführt. Zwölf Sternwarten verschiedener Länder beteiligten sich an diesem ersten AGK und vermaßen mehr als 100.000 Sternörter, die zwischen 1890 und 1924 als 15-bändiges Werk veröffentlicht wurden. Das Zonensystem wurde dabei folgendermaßen aufgeteilt: von 80° bis 75° Kazan, von 75° bis 70° Dorpat, von 70° bis 65° Christiania, von 65° bis 55° Helsingfors und Gotha, von 55° bis 50° Cambridge Massachusetts, von 50° bis 40° Bonn, von 40° bis 35° Lund, von 35° bis 30° Leiden, von 30° bis 25° Cambridge England, von 25° bis 15° Berlin, von 15° bis 5° Leipzig, von 5° bis 1° Albany und von 1° bis −2° Nikolaiev.
In den 1920er Jahren begann die Neubeobachtung des AGK-Katalogs, die zum AGK2 führte. Dieser wurde als Gemeinschaftsprojekt der Sternwarten Hamburg, Bonn und Pulkowo beschlossen und verwendete erstmals fotografische Aufnahme- und Messtechnik mit speziellen Weitwinkelkameras (Astrografen). Der AGK2 umfasste über 200.000 Sterne bis herab zur 9. bis 10. Größenklasse mit Positionsgenauigkeiten besser als 1″. Ab 1953 wurde der AGK3 entwickelt und 1975 veröffentlicht, der 183.145 Sterne nördlich der Deklination −2° mit mittleren Positionsfehlern von ±0,13″ und mittleren Eigenbewegungsfehlern von ±0,009″/Jahr enthielt.
Eine bedeutende südliche Ergänzung der nördlichen Zonenkataloge bildete die Córdoba-Durchmusterung, die zwischen 1892 und 1914 an der Sternwarte Córdoba in Argentinien durchgeführt wurde und etwa 578.000 weitere Sterne bis zum Himmelssüdpol umfasste. Diese argentinische Durchmusterung ergänzte die Bonner Durchmusterung und schuf zusammen mit ihr einen systematischen Katalog von über einer Million Sternen bis knapp zehnter Größe, der die letzte große mittels visueller Beobachtung erstellte Auflistung aus der Zeit vor der fotografischen Himmelskartographierung darstellte.
Mit der Entwicklung der Astrofotografie, die den Sternhimmel nicht mehr nach Deklinationszonen überdeckte, sondern mittels überlappender Fotoplatten erfasste, erübrigte sich der traditionelle Einsatz von Zonenkatalogen. Dennoch wurden auch spätere Sternatlanten und -kataloge wie der AGK2 und AGK3 aus Zonendaten erstellt, auch wenn sie nur selten noch als Zonenkataloge bezeichnet wurden.

## Technische Methodik
Die astrometrischen Zonenkataloge repräsentieren eine fundamentale Methodik zur systematischen Himmelsvermessung, die durch die geographische Aufteilung der Himmelssphäre in Deklinationszonen charakterisiert ist. Diese Methodik entstand aus der physikalischen Notwendigkeit, dass einzelne Sternwarten nur begrenzte Himmelsbereiche mit optimaler Präzision beobachten können, insbesondere jene Regionen, die bei ihrer Kulmination Höhenwinkel von mindestens 45° erreichen.
Die technische Grundlage der Zonenmethodik basiert auf dem Prinzip der meridionalen Durchmusterung, bei dem die Sternwarte systematisch ihre zugewiesene Deklinationszone abdeckt. Die Beobachtungen erfolgen durch Meridiankreise oder ähnliche Instrumente, die nur in Nord-Süd-Richtung beweglich sind und die Transitzeiten der Sterne durch den Meridian messen. Bei diesem Verfahren werden die Sterne registriert, während das Teleskop entlang der mittleren Deklination jeder Zone driftet und die Positionen sowie Helligkeiten der das Transitfeld kreuzenden Sterne aufnimmt.
Die praktische Durchführung der Zonenkatalogisierung erfordert eine präzise Koordination zwischen verschiedenen Observatorien, wie sie beispielsweise bei der Bonner Durchmusterung und der Córdoba-Durchmusterung realisiert wurde. Jede Sternwarte erhält dabei eine spezifische Deklinationszone zugeteilt.
Die fotografische Umsetzung der Zonenmethodik manifestierte sich im internationalen Carte-du-Ciel-Projekt, das 1887 initiiert wurde und eine systematische fotografische Kartierung des gesamten Himmels anstrebte. Bei diesem Projekt wurde jeder der 18 teilnehmenden Sternwarten eine spezifische Deklinationszone zwischen bestimmten Koordinatenbereichen zugewiesen, wobei standardisierte Astrographen mit 33 cm Öffnung und 3438 mm Brennweite verwendet wurden. Die Platten wurden systematisch mit überlappender Abdeckung aufgenommen, wobei Platten entlang ungerader Deklinationen dreifach belichtet wurden, um ein charakteristisches triangulares Sternbildmuster zu erzeugen.
Die messtechnische Verarbeitung der Zonenkataloge erfolgt durch verschiedene Reduktionsverfahren, die systematische Instrumentenfehler korrigieren müssen. Bei fotografischen Platten wird zunächst das Réseaugitter als primäres Koordinatensystem etabliert, gefolgt von der Bestimmung der Plattenkoeffizienten durch Anpassung an Referenzsterne. Die astrometrische Reduktion verwendet typischerweise die Block-Adjustment-Technik, die sowohl überlappende Sterne zwischen verschiedenen Platten als auch externe Referenzkataloge nutzt. Systematische Felddistortionen werden durch iterative Verfahren mittels residualbasierter Korrekturmasken eliminiert, die für alle Platten einer Zone gemeinsam bestimmt werden.
Die Qualitätssicherung der Zonenkataloge erfordert die Berücksichtigung verschiedener Fehlerquellen, darunter systematische Instrumentenfehler, atmosphärische Refraktionsanomalien und katalogsystembedingte Verzerrungen. Besondere Herausforderungen entstehen durch die unterschiedlichen Epochen der Beobachtungen und die Notwendigkeit, verschiedene Zonen zu einem homogenen Gesamtsystem zu vereinigen. Dies geschieht durch die Verwendung von Fundamentalsternen und Anschlusssternen in den Überlappungsgebieten zwischen benachbarten Zonen, die als gemeinsame Referenzpunkte fungieren.
Die moderne Digitalisierung historischer Zonenkataloge erfolgt mittels spezieller Scantechniken, wobei kommerzielle Flachbettscanner mit entsprechenden Korrekturverfahren für Verzerrungen eingesetzt werden können. Die dabei entstehenden systematischen Scannerverzerrungen werden durch mehrfache Abtastung in verschiedenen Orientierungen und anschließende mathematische Modellierung kompensiert. Die resultierenden digitalen Positionsmessungen erreichen interne Präzisionen von etwa 0,2 Bogensekunden, wobei die Genauigkeit der Eigenbewegungsbestimmung bei etwa 2 Millibogensekunden pro Jahr liegt.